# Гас Вільямс (баскетболіст)
Гас Вільямс (англ. Gus Williams; нар. 10 жовтня 1953, Маунт-Вернон, США — 15 січня 2025) — американський професіональний баскетболіст, що грав на позиції розігруючого захисника за декілька команд НБА, зокрема за «Сіетл Суперсонікс», яка навіки закріпила за ним ігровий № 1. Чемпіон НБА. Старший брат баскетболіста Рея Вільямса.

## Ігрова кар'єра
На університетському рівні грав за команду УПК (1972—1975).
1975 року був обраний у другому раунді драфту НБА під загальним 20-м номером командою «Голден-Стейт Ворріорс». Захищав кольори команди з Окленда протягом наступних 2 сезонів. У дебютному сезоні був включений до першої збірної новачків НБА.
З 1977 по 1984 рік грав у складі «Сіетл Суперсонікс». Протягом цього періоду двічі був учасником матчів всіх зірок НБА та включався до першої та другої збірної НБА. 1979 року став чемпіоном НБА у складі «Сіетла», набираючи 28,6 очка у фінальній серії.
1984 року перейшов до «Вашингтон Буллетс», у складі якої провів наступні 2 сезони своєї кар'єри.
Останньою ж командою в кар'єрі гравця стала «Атланта Гокс», до складу якої він приєднався 1987 року і за яку відіграв лише частину сезону.
2004 року «Сіетл» вивів ігровий номер Вільямса з обігу, назавжди закріпивши його за ним.

## Статистика виступів в НБА
| † | Позначає сезон, в якому Гас Вільямс ставав чемпіоном НБА |
| * | Лідер ліги                                               |

### Регулярний сезон
| Сезон              | Команда                 | GP  | GS  | MPG  | FG%  | 3P%  | FT%   | RPG | APG | SPG | BPG | PPG  |
| ------------------ | ----------------------- | --- | --- | ---- | ---- | ---- | ----- | --- | --- | --- | --- | ---- |
| 1975–76            | «Голден-Стейт Ворріорс» | 77  | –   | 22.4 | .428 | –    | .742  | 2.1 | 3.1 | 1.8 | 0.3 | 11.7 |
| 1976–77            | «Голден-Стейт Ворріорс» | 82  | –   | 23.5 | .464 | –    | .747  | 2.8 | 3.6 | 1.5 | 0.2 | 9.3  |
| 1977–78            | «Сіетл Суперсонікс»     | 79  | –   | 32.6 | .451 | –    | .817  | 3.2 | 3.7 | 2.3 | 0.5 | 18.1 |
| 1978–79†           | «Сіетл Суперсонікс»     | 76  | –   | 29.8 | .495 | –    | .775  | 3.2 | 4.0 | 2.1 | 0.4 | 19.2 |
| 1979–80            | «Сіетл Суперсонікс»     | 82  | –   | 36.2 | .482 | .194 | .788  | 3.4 | 4.8 | 2.4 | 0.5 | 22.1 |
| 1981–82            | «Сіетл Суперсонікс»     | 80  | 80  | 36.0 | .486 | .225 | .734  | 3.1 | 6.9 | 2.2 | 0.5 | 23.4 |
| 1982–83            | «Сіетл Суперсонікс»     | 80  | 80  | 34.5 | .477 | .047 | .751  | 2.6 | 8.0 | 2.3 | 0.3 | 20.0 |
| 1983–84            | «Сіетл Суперсонікс»     | 80  | 80  | 35.2 | .458 | .160 | .750  | 2.6 | 8.4 | 2.4 | 0.3 | 18.7 |
| 1984–85            | «Вашингтон Буллетс»     | 79  | 78  | 37.5 | .430 | .290 | .725  | 2.5 | 7.7 | 2.3 | 0.4 | 20.0 |
| 1985–86            | «Вашингтон Буллетс»     | 77  | 67  | 29.7 | .428 | .259 | .734  | 2.2 | 5.9 | 1.2 | 0.2 | 13.5 |
| 1986–87            | «Атланта Гокс»          | 33  | 0   | 14.6 | .363 | .278 | .675  | 1.2 | 4.2 | 0.5 | 0.2 | 4.5  |
| Усього за кар'єру  | Усього за кар'єру       | 825 | 385 | 31.1 | .461 | .238 | .756  | 2.7 | 5.6 | 2.0 | 0.4 | 17.1 |
| В іграх усіх зірок | В іграх усіх зірок      | 2   | 1   | 20.5 | .429 | .000 | 1.000 | 1.5 | 6.5 | 1.0 | 0.0 | 14.0 |

### Плей-оф
| Сезон             | Команда                 | GP | GS | MPG  | FG%  | 3P%  | FT%  | RPG | APG  | SPG  | BPG | PPG  |
| ----------------- | ----------------------- | -- | -- | ---- | ---- | ---- | ---- | --- | ---- | ---- | --- | ---- |
| 1976              | «Голден-Стейт Ворріорс» | 11 | –  | 16.2 | .353 | –    | .667 | 1.3 | 2.4  | 1.0  | 0.0 | 6.7  |
| 1977              | «Голден-Стейт Ворріорс» | 10 | –  | 18.4 | .500 | –    | .857 | 1.5 | 2.5  | 0.8  | 0.1 | 8.8  |
| 1978              | «Сіетл Суперсонікс»     | 22 | –  | 31.9 | .477 | –    | .726 | 3.9 | 4.0  | 2.0* | 0.5 | 18.3 |
| 1979†             | «Сіетл Суперсонікс»     | 17 | –  | 36.4 | .476 | –    | .709 | 4.1 | 3.7  | 2.0  | 0.6 | 26.7 |
| 1980              | «Сіетл Суперсонікс»     | 15 | –  | 37.6 | .514 | .200 | .721 | 4.0 | 5.6  | 2.3  | 0.5 | 23.7 |
| 1982              | «Сіетл Суперсонікс»     | 8  | –  | 39.4 | .441 | .333 | .786 | 3.3 | 8.1  | 1.6  | 0.6 | 26.3 |
| 1983              | «Сіетл Суперсонікс»     | 2  | –  | 40.5 | .553 | .000 | .867 | 3.5 | 4.0  | 2.5  | 0.0 | 32.5 |
| 1984              | «Сіетл Суперсонікс»     | 5  | –  | 43.0 | .510 | .333 | .714 | 2.4 | 11.4 | 1.6  | 0.6 | 23.4 |
| 1985              | «Вашингтон Буллетс»     | 4  | 4  | 39.8 | .423 | .300 | .750 | 2.0 | 5.0  | 1.3  | 0.3 | 18.0 |
| 1986              | «Вашингтон Буллетс»     | 5  | 5  | 39.8 | .481 | .100 | .778 | 2.0 | 6.6  | 2.2  | 0.0 | 18.2 |
| Усього за кар'єру | Усього за кар'єру       | 99 | 9  | 32.5 | .476 | .231 | .737 | 3.1 | 4.7  | 1.8  | 0.4 | 19.5 |